# Le Diable probablement
Le Diable probablement is een Franse dramafilm uit 1977 onder regie van Robert Bresson. Hij won met deze film de Zilveren Beer op het filmfestival van Berlijn.

## Verhaal
Als student komt Charles in aanraking met politiek, godsdienst en psychoanalyse. Hij wordt ervan overtuigd dat de samenleving moreel vervallen is. Hij begaat zelfmoord door zich te laten neerschieten door een bevriende drugsverslaafde.

## Rolverdeling
| Acteur            | Personage     |
| ----------------- | ------------- |
| Antoine Monnier   | Charles       |
| Tina Irissari     | Alberte       |
| Henri de Maublanc | Michel        |
| Laetitia Carcano  | Edwige        |
| Nicolas Deguy     | Valentin      |
| Régis Hanrion     | Dr. Mime      |
| Geoffroy Gaussen  | Boekhandelaar |
| Roger Honorat     | Commissaris   |